# Bahndienstfahrzeug

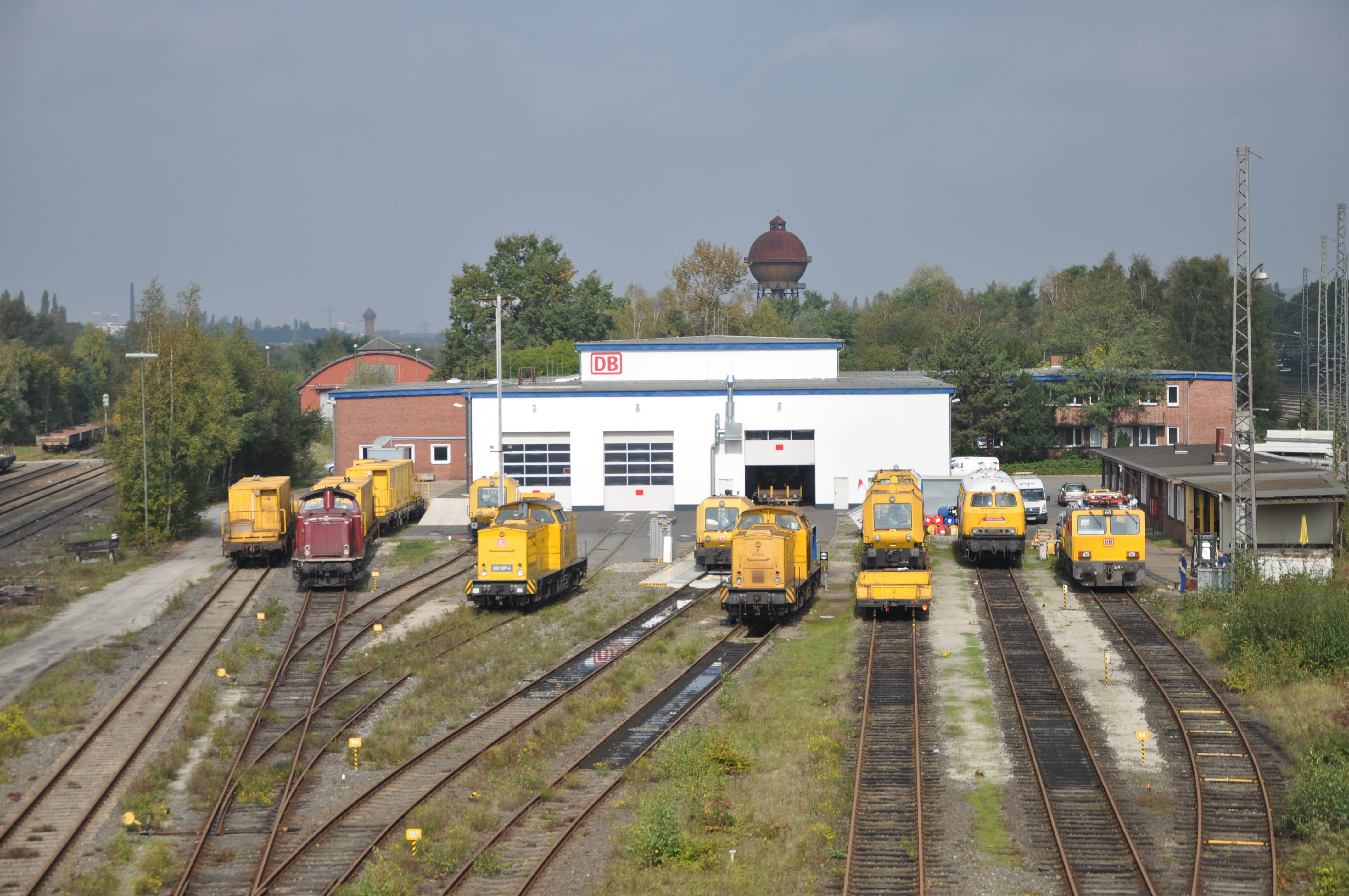
Unterschiedliche Bahndienstfahrzeuge der Deutschen Bahn in Entenfang

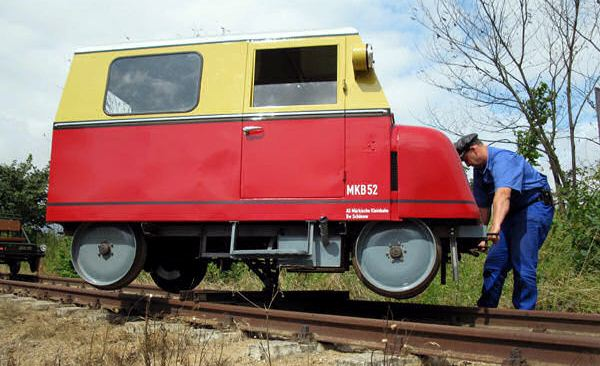
Hebevorrichtung einer Motordraisine der DB-Baureihe Klv 12

Ein Bahndienstfahrzeug (auch Dienstfahrzeug) ist ein Spezialfahrzeug für bahninterne Tätigkeiten, wie Bauarbeiten, Instandhaltungsarbeiten, Inspektionen und Intervention. Nicht angetriebene Bahndienstfahrzeuge werden auch als Bahndienstwagen oder Bahnerhaltungswagen bezeichnet.
Bahndienstfahrzeuge können unterschiedliche Aufgaben erfüllen: Draisinen beispielsweise dienen der Inspektion von Gleisanlagen, Gleismesswagen werden zur Überprüfung der Strecke eingesetzt, Arbeitswagen werden zur Durchführung von Reparaturen an der Strecke vorgehalten und Schneefräsen gewährleisten die Befahrbarkeit im Winter. Bahndienstfahrzeuge können auch dem bahninternen Transport dienen; so werden Rottenkraftwagen häufig zum Transport von Baumaterialien zu Gleisbaustellen eingesetzt. Auch Lokomotiven können als Bahndienstfahrzeuge geführt werden, wenn sie für die Instandhaltung von Bahnstrecken beansprucht werden.

## Draisinen
Zur Beförderung von Personal auf dem Schienenweg und zur Inspektion von Gleisanlagen sind Draisinen in verschiedenen Ausführungen hergestellt worden. Teilweise entstanden Spezialkonstruktionen, wie die DB-Baureihe Klv 11 / Klv 12, die ÖBB X629 oder die Schmalspurversion letzterer Draisine, ÖBB X629.9. In anderen Fällen wurden Straßenfahrzeuge zu Draisinen umgebaut, ein Beispiel dafür ist die auf dem VW T1 basierende DB-Baureihe Klv 20. Um Einrichtungsfahrzeuge auch ohne Drehscheibe wenden zu können, wurden mechanische Hebevorrichtungen entwickelt.

## Gleisunterhaltung

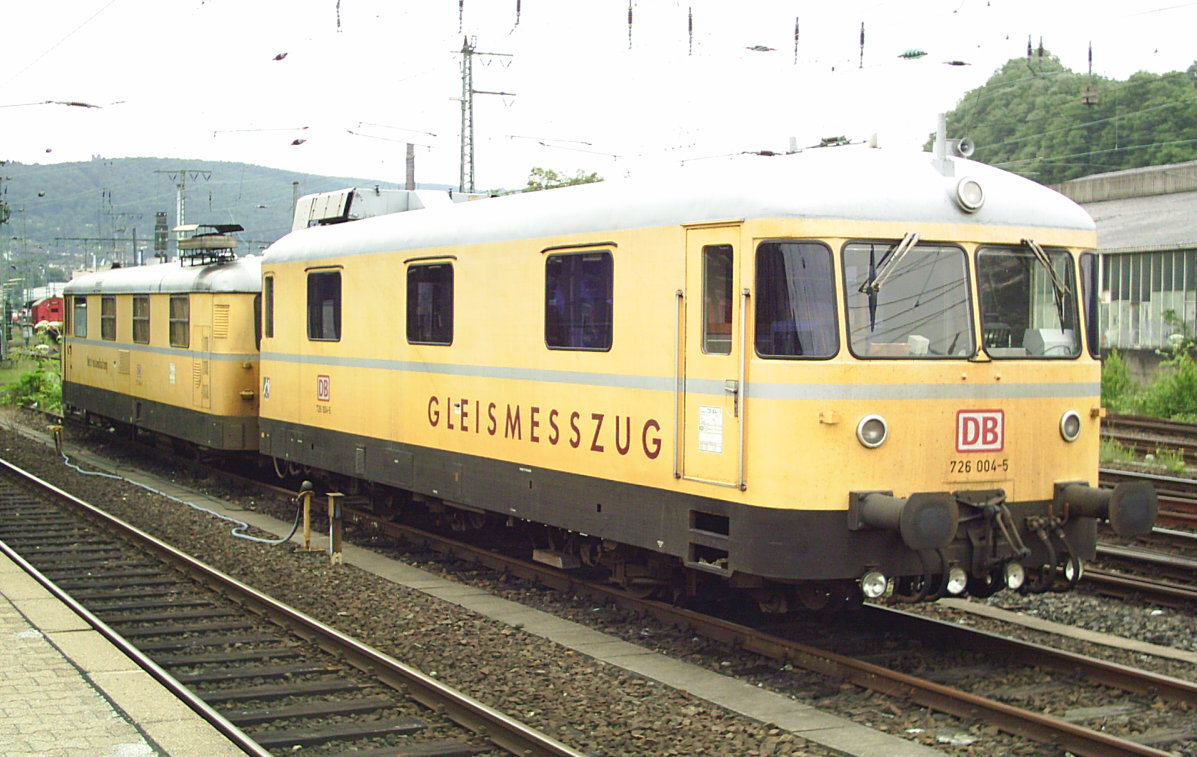
Die Baureihen 725 und 726 sind Gleismesswagen

Zur Gleisvermessung dienen der DB Gleismesswagen der Baureihen
- 719/720: Ultraschallprüfzug
- 723: Funkmesswagen
- 724: Indusimesswagen
- 725/726: auf Schienenbussen der Baureihe 798 basierende Gleismesswagen
- 727: LZB-Messwagen
- 728: Indusimesswagen
- 740: Signaldienstwagen
- 746.0: Gleisarbeitsfahrzeug

Für allgemeine Arbeiten beschafft sind unter anderem Schienen-Schwerkleinwagen (SKL):
- bei der DR:
  - SKL 24
  - SKL 25
  - SKL 26

- bei der DB
  - Klv 51
  - Klv 53
  - Klv 54

- bei der DB AG
  - GAF
  - Robel Bamowag

- bei den ÖBB:
  - X628
  - X630.

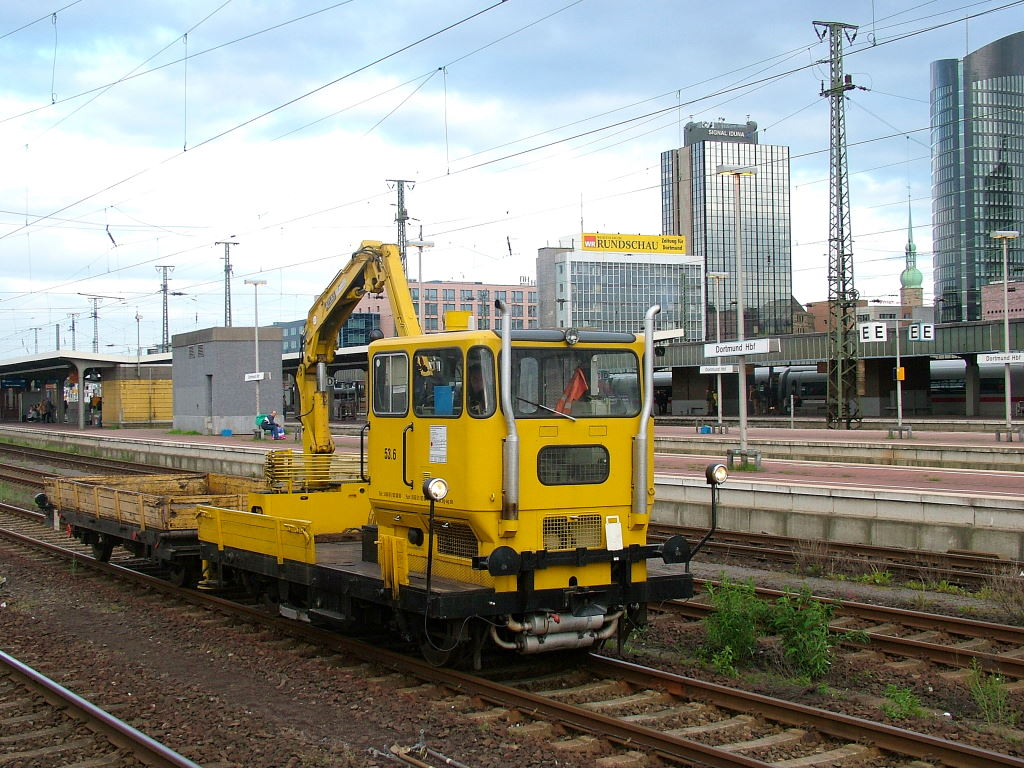
Der Klv 53 ist der meistgebaute Schwerkleinwagen (Rottenkraftwagen) der Deutschen Bundesbahn

Für Spezialarbeiten sind im Gleisoberbau Bettungsreinigungsmaschinen, Gleisstopfmaschinen, Schotterplaniermaschinen (Schotterrechen), Material-Förder- und Siloeinheiten sowie Schienenschleifzüge (bei Straßenbahnen auch Schleifwagen) eingesetzt.
Auch bei den Vollbahnen kommen bei Bedarf Zweiwegefahrzeuge zum Einsatz.

## Fahrleitungsunterhaltung

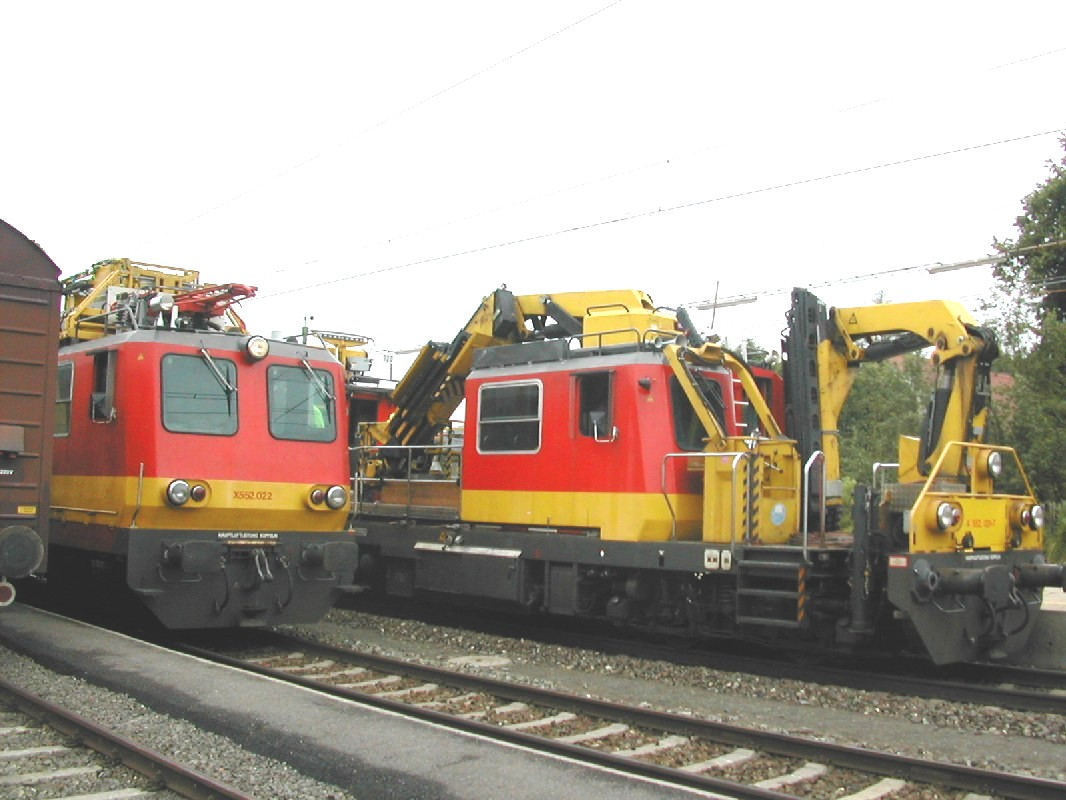
Die Baureihe X552 der ÖBB umfasst dieselhydraulische Turmwagen

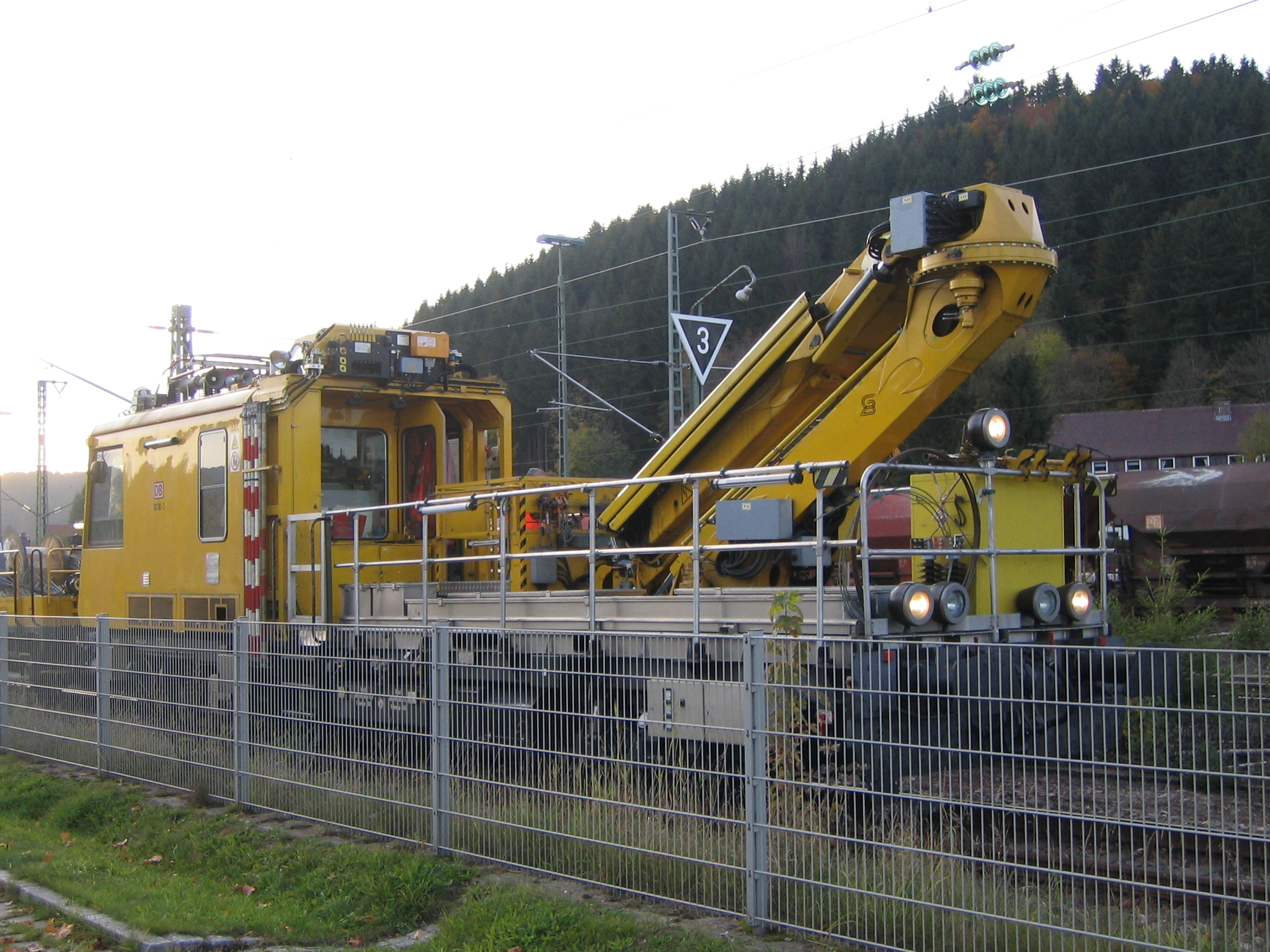
Fahrzeug zum Unterhalt und Reparatur der Fahrleitung. Der Kran besitzt eine Arbeitsplattform und der Stromabnehmer ist zum Ausrichten und Ausmessen der Fahrleitung notwendig. Man beachte auch die Beobachtungskanzel hinter dem Einholmstromabnehmer.

Die Waggonfabrik Rastatt rüstete ab 1913 für die Badische Staatseisenbahnen zwei Wagen auf der Basis Gedeckter Güterwagen für Fahrleitungsarbeiten beim Bau auf der Wiesentalbahn mit Dieselmotoren aus, die als TVT Kar 700 233 bzw. 234 in den Fahrzeugbestand eingereiht wurden, 1958 wurden sie umgezeichnet in Karlsruhe 8471 resp. Kar 8472. Im Jahre 1963 wurde als Triebwagen ausgemustert, jedoch als Werkstattwagen mit Turmaufbau weiterverwendet. 1970 folgte unter der Nummer 30 80 94 54 809-3 eine Umzeichnung und wenig später wurde er verschrottet.
Zur Unterhaltung von Fahrleitungen dienen bei der DB die folgenden Baureihen:
- 701: auf der Schienenbussen der Baureihe 798 basierender Turmtriebwagen
- 702: wie 701, mit verstärkter Bremsausrüstung
- 703: von Windhoff gebauter Nachfolger für 701 und 702
- 704: auf der Baureihe 627 basierender Turmtriebwagen
- 706: von Gleisbaumechanik Brandenburg 1997/98 geliefert
- 708.3: Standardturmtriebwagen der Deutschen Reichsbahn
- 709: von Plasser & Theurer 1993/94 geliefert
- 711.0: Hubarbeitsbühnen-Instandhaltungsfahrzeug
- 711.1: Hubarbeitsbühnen-Instandhaltungsfahrzeug
- 711.2: Instandhaltungsfahrzeug für Oberleitungsanlagen

In Österreich stehen Motorturmwagen der Baureihen ÖBB X521,
ÖBB X532/s,
ÖBB X534,
ÖBB X535,
ÖBB X551,
ÖBB X552,
ÖBB X552.1,
ÖBB X554.3 und
ÖBB X556.1 im Einsatz.

## Tunnelmesswagen
Speziell für Tunnel-Untersuchungen sind die heutigen Fahrzeuge der DB-Baureihen 705 und 712 ausgerüstet. 
Bereits ab 1908 stellten die Preußischen Staatsbahnen spezielle Fahrzeuge zur Untersuchung von Eisenbahntunneln in Dienst. Drei ähnliche Fahrzeuge waren bis nach dem Zweiten Weltkrieg im Einsatz, ein weiteres kam 1932 für den Bereich der BD Karlsruhe hinzu. 
Der Tunneluntersuchungswagen 711 001 wurde 1959 gebaut und in den 1980er Jahren durch ein Nebenfahrzeug ersetzt. Der Tunnelprofilmesswagen 712 001 (genannt Tunneligel) entstand 1965 aus einem älteren Dieseltriebwagen. 1993 wurde von Plasser & Theurer als Nachfolger der mit Lasertechnik ausgerüstete Profilmesswagen (PROM) 712 002 geliefert.
In Österreich wird der Tunneluntersuchungswagen ÖBB X401 eingesetzt.

## Schneeräumung
Der S-Bahn-Enteisungswagen 732 001 und die Schneeräumfahrzeuge der DB-Baureihe 716 sind für den Bahndienst speziell konstruiert. In Österreich sind für die Schneeräumung ÖBB 2080 und ÖBB 2180 zuständig. Die Rhätische Bahn unterhält auf der Bernina-Strecke zur Schneeräumung eine Dampfschneeschleuder vom Typ Xrot 9213.

## Schienendrehkrane
Als Notfallkrane insbesondere zur Bergung havarierter Schienenfahrzeuge unterhält die DB Schienendrehkrane der Baureihe 732 und der Baureihe 733.

## Leistungsmesswagen

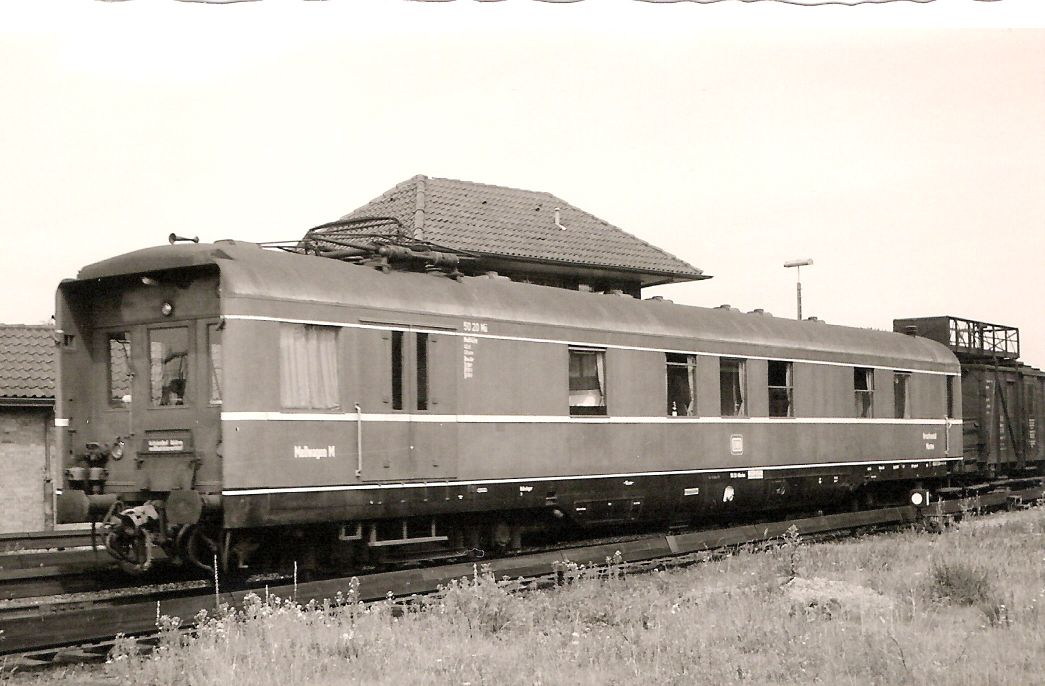
Messwagen M der ElVersA München im Juli 1960 in Hamburg-Ohlsdorf

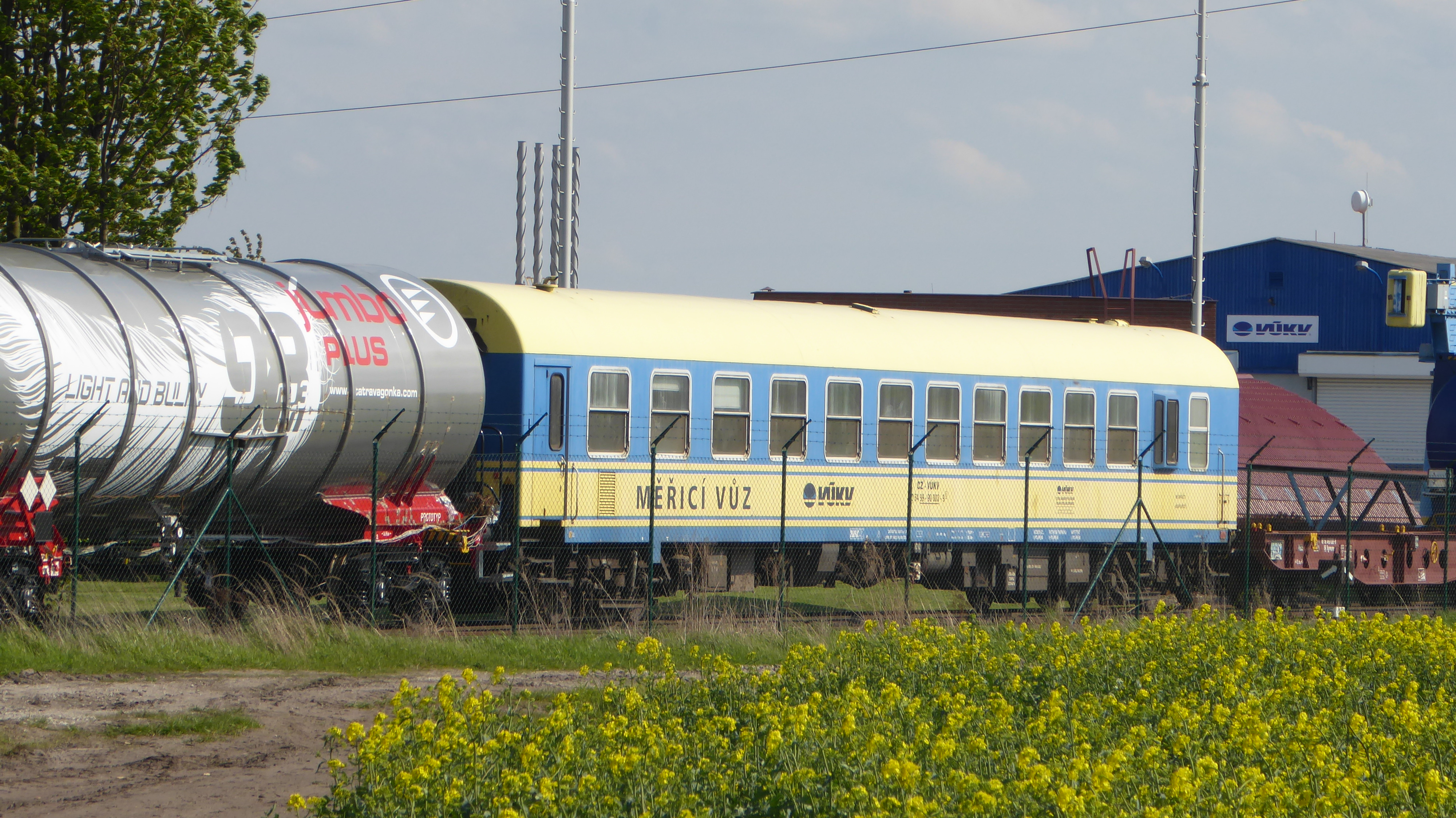
Messwagen des VÚKV (Forschungsinstituts für Schienenfahrzeuge) 2017 auf dem Eisenbahnversuchsring Velim in Tschechien

Die Versuchsämter in Minden und München der Deutschen Bundesbahn sowie das VES-M Halle der Deutschen Reichsbahn verwendeten spezielle vierachsige Messwagen zur Leistungsmessung von Triebfahrzeugen. Eine der Hauptaufgaben war der Leistungsnachweis bei neu gebauten Triebfahrzeugen vor der Abnahme vom Hersteller. Diese Messungen müssen heute auf Kosten des Herstellers gemacht und der abnehmenden Bahn nachgewiesen werden.
Die Messwagen waren mit umfangreichen Messeinrichtungen sowie Schlaf- und Aufenthaltsräumen für das Personal eingerichtet und besaßen einen Stromabnehmer zur Hilfsstromversorgung sowie ebenfalls für Messzwecke. Für die Stromerzeugung auf nicht elektrifizierten Strecken steht ein leistungsfähiges Dieselaggregat zur Verfügung. Auf dem Bild gut zu sehen: Viele Messwagen haben – um Zeit zu sparen – einen Wendezugführerstand.
Die Fahrzeugfarbe bei der Deutschen Bundesbahn war überwiegend rot, in Halle grün; die neueren Wagen waren enzianblau oder stahlblau-hellelfenbein lackiert.
Auch heute besitzt die DB AG entsprechende Messwagen. Im Gegensatz zu früher sind sie gelb lackiert.

## Funkmesswagen
Mit Funkmesswagen werden an Bahnstrecken geeignete Sender-Standorte bestimmt. Nach dem Bau sind regelmäßig Kontrollmessungen und die Lokalisierung von Störungen nötig.

## Wohnwagen
In Bauzüge waren früher auch Wohnwagen eingestellt, oft für diesen Zweck umgebaute ältere Wagen, die ursprünglich im öffentlichen Verkehr fuhren. Sie dienten den am Bahnbau Beschäftigten zum Übernachten und Wohnen nahe der Baustellen am Gleis. In Deutschland ist das nicht mehr üblich. Die Deutsche Bundesbahn besaß Anfang der 1960er Jahre allerdings etwa 5000 solcher Fahrzeuge.

## Lokomotiven
Auch Lokomotiven normaler Bauarten werden gelegentlich für Bahndienstzwecke eingesetzt, beispielsweise zur Beförderung anderer antriebsloser Bahndienstfahrzeuge wie Messwagen, Schneepflüge oder Rettungszüge. Häufig handelt es sich dabei um Lokomotiven des normalen Betriebsbestands, teilweise werden solche Lokomotiven jedoch auch ausschließlich für Bahndienstzwecke verwendet und erhalten daher eine Betriebsnummer aus dem Bereich der Bahndienstfahrzeuge. Bei der Deutschen Bahn wird im Jahr 2010 nur noch eine derart bezeichnete Baureihe eingesetzt, es gab jedoch in vergangenen Jahren auch weitere:
- Die Baureihe 714 bezeichnet die Lokomotiven der Rettungs- bzw. Tunnelhilfszüge, die durch Umbau aus Lokomotiven der Baureihe 212 entstanden.
- Als Baureihe 715 (früher auch Baureihe 267) bezeichnete die DB die von der Fa. Speno angemieteten Lokomotiven der ebenfalls dieser Firma gehörenden Schienenschleifzüge

Die Baureihennummern zwischen 750 und 770 wurden mit Lokomotiven belegt, die für das Forschungs- und Technologiezentrum der DB im Einsatz waren, alle dieser Lokomotiven wurden mittlerweile wieder auf ihre ursprüngliche oder eine neue Nummer innerhalb der Ursprungsbaureihe umgezeichnet oder ausgemustert:
- Die Baureihe 750 enthielt Lokomotiven der vormaligen Baureihe 103. Die 750 001 und 002 waren die ehemaligen Vorserienlokomotiven E 03 001 und 002, beide sind heute museal erhalten. Als 750 003 wurde zwischenzeitlich die 103 222 bezeichnet; diese hat ihre alte Nummer wieder erhalten und wird weiterhin mit Messzügen eingesetzt.
- Die Baureihe 751 bezeichnete die nur ein einem Exemplar für Messfahrten eingesetzte vormalige Baureihe 110. Die Lok 751 001 entstand 1989 durch reine Umzeichnung aus der 110 385. Nach Einsatzende wurde die Lok 1997 wieder als 110 385 bezeichnet und bis 2000 im Nahverkehr eingesetzt.
- Als Baureihe 752 liefen ebenfalls Lokomotiven für Messfahrten, die zur Vorserie der DB-Baureihe 120 gehörten. Alle fünf Vorserienloks 120 001–005 wurden ab 1989 als Baureihe 752 (mit gleicher Ordnungsnummer) eingesetzt. Die 752 001 und 002 wurden verschrottet, 752 003, 004 und 005 werden museal erhalten.
- Die Baureihe 753 stand für zwei der Prototypen der Baureihe 217 im Einsatz für Messfahrten. Beide wurden wieder auf ihre alten Nummern 217 001 und 002 umgezeichnet, wobei sich erstere nun als nicht betriebsfähiges Ausstellungsstück in einem Eisenbahnmuseum in Horb befindet. 217 002 ist bei einem privaten EVU im Einsatz.
- In die Baureihe 754 wurden die von der VES-M Halle der Deutschen Reichsbahn übernommenen Loks 130 101 und 102 eingereiht. 130 101 wird seit 1997 in Halle museal erhalten.
- Die Baureihe 755 bezeichnete ebenfalls eine von der DR übernommene Lokomotive. Als 755 025 wurde die ehemalige 112 025 bezeichnet, die 2005 in 114 501 umgezeichnet wurde.
- Auch die Baureihe 756 bestand nur aus einem Exemplar. 756 624 war ab 1995 die neue Bezeichnung der Rangierlok der VES-M Halle (ehemals 101 624), die 1997 ausgemustert wurde.
- Die Baureihe 760 bezeichnete das Projekt einer Rangierlokomotive mit Erdgasantrieb. Als 760 877 war die ehemalige V60 877 von 2000 bis 2004 im Raum München im Einsatz. Die Lok wurde nach diesem Einsatz verschrottet.

## DVD
- Messzüge bei der Bahn. EK Verlag, Freiburg